# Mesotype
Mesotype là một chi bướm đêm thuộc họ Geometridae.